# 숨겨진 살인
숨겨진 살인(Myrin, Jar City)은 덴마크에서 제작된 발타자르 코루마쿠르 감독의 2006년 범죄, 드라마, 스릴러 영화이다. 잉그바 에거트 시거드슨 등이 주연으로 출연하였고 발타자르 코루마쿠르 등이 제작에 참여하였다.

## 출연

### 주연
- 잉그바 에거트 시거드슨
- 아거스타 에바 에를렌드도티르

### 조연
- 비욘 흘리뉘르 하랄드손
- 올라피아 론 존스도티어
- 테오도르 줄리어슨
- 발디마르 온 플레겐링
- 아거스타 에바 에를렌드도티르

## 제작진
- 원작자: 아르날두르 인드리다손
- 공동제작: 라인하드 클루스